# Frederic Thesiger, 1:e viscount Chelmsford
Frederic John Napier Thesiger, 1:e viscount Chelmsford, född 12 augusti 1868, död 1 april 1933, var en brittisk ämbetsman, vicekung av Indien 1916–1921.

## Biografi
Frederic Thesiger var son till Frederic Thesiger, 2:e baron Chelmsford.
Thesiger ägnade sig åt advokatyrket, och gjorde politisk karriär i Londons skolstyrelse och grevskapsråd. 1905–1908 var han guvernör i Queensland, 1909–1913 guvernör i New South Wales, innan han 1916–1921 blev vicekung i Indien. 1924 var han marinminister i Ramsay MacDonalds regering. I slutet på 1920-talet hade han i uppdrag att tillvara New South Wales intressen i London.
Frederic Thesigers tid som vicekung i Indien blev besvärlig, dels på grund av första världskriget, dels på grund av den indiska självständighetsrörelsen. Tillsammans med ministern för Indien Edwin Samuel Montagu utarbetade han ett omfattande förslag till indiskt självstyrelse, som framlades 1918, och 1919 ledde till Government of India Act 1919.